# Daihatsu YRV
Daihatsu YRV (japonsky: ダイハツ・YRV (ワイアールブイ), Daihatsu Waiārubui) je mini MPV, který vyráběla japonská automobilka Daihatsu v letech 2000 až 2005. Název „YRV“ je zkratkou pro „Young Recreational Vehicle“ (Mladé rekreační vozidlo). YRV vychází z tehdejšího modelu Daihatsu Storia/Sirion; oproti konkurenci na japonském trhu nabízel sportovnější charakter, svižnější ovladatelnost a výkonnější motory.

## Motory a úrovně výbavy
Systém pohonu všech kol nazvaný „4Trak“ byl dostupný pouze s motorem 1.3 L K3-VE na mezinárodních trzích. Na japonském trhu byla k dispozici také přeplňovaná verze. Všechny ostatní varianty byly vybaveny pohonem předních kol. Existovala také verze s poloautomatickou převodovkou F-Speed.
Řadicí páka byla umístěna na sloupku řízení (Daihatsu to nazývalo „dashboard shift“); po menších úpravách v prosinci 2001 dostal model YRV Turbo běžnější podlahově umístěnou řadicí páku.
Zatímco ovladatelnost byla na japonském trhu popisována jako „evropská“, přeplňovaná verze YRV potřebovala další ladění. Nový motor byl nejprve testován v modelu Sirion, než prošel YRV dalším testováním a úpravami před uvedením na evropský trh.
K dispozici byla také prémiová verze, která obsahovala atmosférický motor K3-VE, boční prahy a pětipaprsková litá kola. Tato varianta byla ve Spojeném království nejprodávanější verzí YRV a dodnes zůstává nejběžnější variantou na britském trhu.
YRV měl možnost elektronicky řízené 4stupňové automatické převodovky. Mezinárodní verze YRV Turbo měla tuto převodovku jako standardní výbavu.
Japonská verze s pohonem všech kol byla dostupná od uvedení na trh až do ukončení výroby v roce 2005. Tato verze měla přeplňovaný motor 1.3 L K3-VET s výkonem 140 PS (103 kW) v japonské specifikaci a elektronicky řízenou 4stupňovou automatickou převodovku nebo vylepšenou 5stupňovou manuální převodovku, která byla exkluzivně nabízena pro tento model.